# اتحادیه بین‌المللی بیوشیمی و زیست‌شناسی مولکولی
اتحادیه بین‌المللی بیوشیمی و زیست‌شناسی مولکولی (انگلیسی: International Union of Biochemistry and Molecular Biology) یا به اختصار IUBMB، یک سازمان مردم‌نهاد و غیردولتی است که به دو حوزهٔ علمی بیوشیمی و زیست‌شناسی مولکولی توجه دارد و به آنها می‌پردازد. این اتحادیه در سال ۱۹۵۵ میلادی و با نام اولیهٔ اتحادیه بین‌المللی بیوشیمی (IUB) برپا شد و تا سال ۲۰۲۰ میلادی، بیش از ۷۹ عضو کشوری و منطقه‌ای داشت. وظیفهٔ این اتحادیه، ارتقای پژوهش و آموزش در زمینهٔ بیوشیمی و زیست‌شناسی مولکولی در سرتاسر جهان است و توجه خاصی به بخش‌هایی از این دو علم دارد که هنوز در مراحل اولیهٔ تکوین خود هستند.
این اتحادیه، استاندارهای نام‌گذاری علم بیوشیمی را هم منتشر می‌کند، از جمله نام‌گذاری‌های عدد گروه آنزیم و در برخی موارد، همکاری مشترکی با آیوپاک دارد.

## رؤسا و مدیران
| شماره | دوران ریاست | رئیس                    | ملیت                           |
| ----- | ----------- | ----------------------- | ------------------------------ |
| ۱۹.   | ۲۰۱۸–۲۰۲۱   | اندرو اچ. جی. وانگ      | تایوان                         |
| ۱۸.   | ۲۰۱۵–۲۰۱۸   | ژوان ژ. گینووارت        | اسپانیا                        |
| ۱۷.   | ۲۰۱۲–۲۰۱۵   | گرگوری پتسکو            | ایالات متحده آمریکا            |
| ۱۶.   | ۲۰۰۷–۲۰۱۲   | آنجلو آتسی              | سوئیس و ایالات متحده آمریکا    |
| ۱۵.   | ۲۰۰۶        | جرج ال. کنیون           | ایالات متحده آمریکا            |
| ۱۴.   | ۲۰۰۳–۲۰۰۶   | مری آزبرن               | بریتانیا و آلمان               |
| ۱۳.   | ۲۰۰۰–۲۰۰۳   | برایان اف.سی. کلارک     | دانمارک                        |
| ۱۲.   | ۱۹۹۷–۲۰۰۰   | ویلیام جوزف ولان        | بریتانیا و ایالات متحده آمریکا |
| ۱۱.   | ۱۹۹۴–۹۷     | کونیو یاگی              | ژاپن                           |
| ۱۰.   | ۱۹۹۱–۹۴     | هانس کورنبرگ            | بریتانیا                       |
| ۹.    | ۱۹۸۸–۹۱     | ادوارد اسلیتر           | هلند                           |
| ۸.    | ۱۹۸۵–۸۸     | ماریانا گرونبرگ-ماناگو  | فرانسه                         |
| ۷.    | ۱۹۷۹–۸۵     | هارلند جی وود           | ایالات متحده آمریکا            |
| ۶.    | ۱۹۷۹        | فئودور فلیکس کنراد لینن | آلمان                          |
| ۵.    | ۱۹۷۶–۷۹     | الکساندر آ. بایف        | روسیه                          |
| ۴.    | ۱۹۷۳–۷۶     | اوسامو هایائیشی         | ژاپن                           |
| ۳.    | ۱۹۶۷–۷۳     | هوگو تئورل              | سوئد                           |
| ۲.    | ۱۹۶۱–۶۷     | سورو اوچوآ              | اسپانیا و ایالات متحده آمریکا  |
| ۱.    | ۱۹۵۵–۶۱     | مارسل فلورکین           | بلژیک                          |